# Tramwaj niskopodłogowy

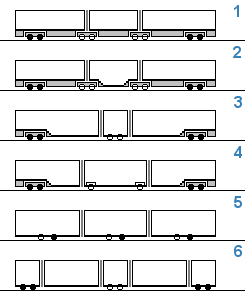
Niska podłoga na modelach 2–6

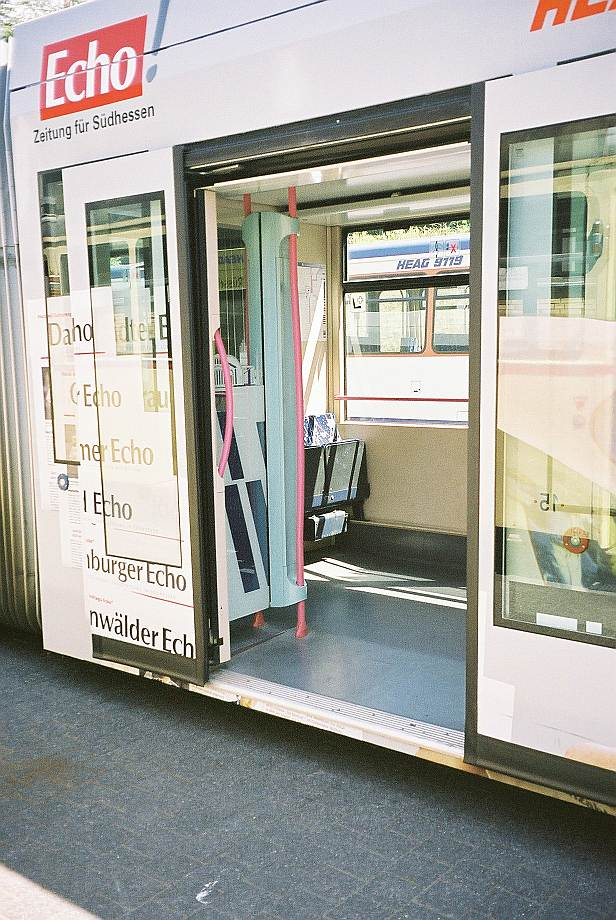
Wejście do tramwaju niskopodłogowego

Tramwaj niskopodłogowy – miejski pojazd szynowy, umożliwiający wejście osobom niepełnosprawnym oraz osobom prowadzącym wózki dziecięce. Obecnie produkowane wagony są częściowo lub całkowicie niskopodłogowe.

## Przykładowe modele
- Tatra RT6N1
- Konstal 114Na
- Škoda 16T
- Škoda 19T
- Protram 205WrAs
- Bombardier NGT6
- Siemens Combino
- Pesa Swing
- Pesa Jazz
- Solaris Tramino
- Moderus Beta
- Moderus Gamma

## Konstrukcja
Poziom podłogi w tego typu tramwajach często znajduje się poniżej osi kół. W wagonach z niską podłogą znajduje się miejsce na wózek inwalidzki.